# Radja Jerosjina
Radja Nikolajevna Jerosjina (ryska: Радья Николаевна Ерошина), född 17 september 1930, död 23 september 2012, var en rysk längdskidåkare som tävlade för Sovjetunionen under 1950- och 1960-talen.
Hon vann fyra olympiska medaljer under två olympiska spel med silver på 10 km (1956) och på 3 x 5 km (1956, 1960) samt brons på 10 km (1960). I VM-sammanhang blev hon världsmästare 1958 och bronsmedaljör 1962.